# ريتشارد ويستون
ريتشارد ويستون (بالإنجليزية: Richard Weston)‏ هو مهندس معماري بريطاني، ولد في 8 مايو 1953.